# 相馬市伝承鎮魂祈念館
相馬市伝承鎮魂祈念館（そうましでんしょうちんこんきねんかん）は、福島県相馬市原釜に所在する津波祈念館である。
東日本大震災の津波により被災した尾浜・原釜地区、磯部地区の震災前の風景を後世に伝え、来訪者の交流の場とすることを目的に建設された。

## 概要
東日本大震災によって失われた相馬市の「原風景」を後世に残し、遺族の心のよりどころとするとともに、震災前の相馬市を知らない方々に在りし日の相馬市の姿を知ってもらうための施設である。
敷地内には、慰霊碑も建立されており、地区の犠牲者の芳名と被災状況を記した碑文が刻まれている。

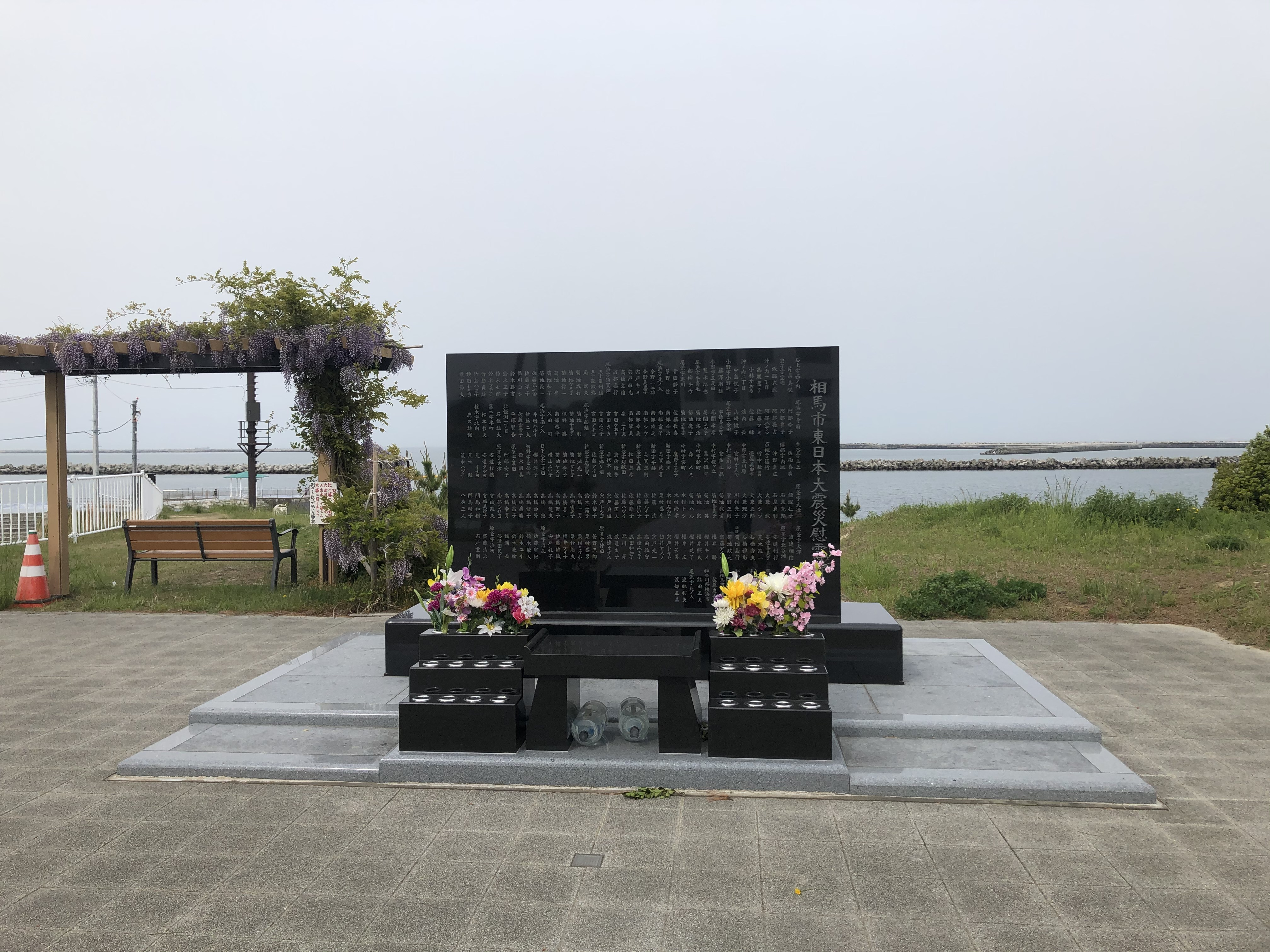
敷地内に建立された慰霊碑

## 沿革
- 2011年（平成23年）3月11日 - 東日本大震災発生
- 2015年（平成27年）4月1日 - 開館

## 展示
- 震災前の原風景と震災後の状況の写真パネル
- 相馬市が保管する、約50万枚持ち主不明の写真の公開
- 映像資料
- 東日本大震災前の原釜・尾浜地区の街並みを再現したジオラマ

## 開館時間・定休日
- 開館時間：9時～17時
- 定休日：12月29日～1月3日

## 所在地
〒976ｰ0021　福島県相馬市原釜字大津270（笠岩公園内）

## 周辺
- 原釜尾浜海水浴場
- 相馬港
- 松川浦
- 松川浦大橋
- 鵜ノ尾岬・鵜ノ尾埼灯台
- 大洲海岸